# Justo Aznar
Justo Aznar y Butigieg (Totana, 1849-Cartagena, 18 de enero de 1915) fue un militar y político español.

## Biografía
Nacido en Totana en 1849, era hermano del también militar y político Ángel Aznar y Butigieg.
Fue concejal del Ayuntamiento de Totana. En las elecciones de 1891 resultó elegido diputado a Cortes por el distrito de Cartagena (11 004 votos).
Desempeñó el cargo de senador por la provincia de Murcia entre 1893 y 1895 y entre 1898 y 1907.
Recibió las condecoraciones de la Gran Cruz de Isabel la Católica, la Gran Cruz del Mérito Naval, la Cruz del Santo Sepulcro de Jerusalén y la Cruz de Francisco José de Austria.
Falleció en Cartagena en enero de 1915.

## Árbol genealógico
|  |  |  |  |                               |                               | Florentina Pedreño Deu                           | Florentina Pedreño Deu                | Florentina Pedreño Deu                | Florentina Pedreño Deu                | Florentina Pedreño Deu                | Florentina Pedreño Deu                |                                |                                |                                |                                |                                |                                | Justo Aznar y Butigieg             | Justo Aznar y Butigieg             | Justo Aznar y Butigieg             | Justo Aznar y Butigieg             | Justo Aznar y Butigieg             | Justo Aznar y Butigieg             |  |  |
|  |  |  |  |                               |                               | Florentina Pedreño Deu                           | Florentina Pedreño Deu                | Florentina Pedreño Deu                | Florentina Pedreño Deu                | Florentina Pedreño Deu                | Florentina Pedreño Deu                |                                |                                |                                |                                |                                |                                | Justo Aznar y Butigieg             | Justo Aznar y Butigieg             | Justo Aznar y Butigieg             | Justo Aznar y Butigieg             | Justo Aznar y Butigieg             | Justo Aznar y Butigieg             |  |  |
|  |  |  |  |                               |                               |                                                  |                                       |                                       |                                       |                                       |                                       |                                |                                |                                |                                |                                |                                |                                    |                                    |                                    |                                    |                                    |                                    |  |  |
|  |  |  |  | José Maestre Zapata 1892-1936 | José Maestre Zapata 1892-1936 | José Maestre Zapata 1892-1936                    | José Maestre Zapata 1892-1936         | José Maestre Zapata 1892-1936         | José Maestre Zapata 1892-1936         |                                       |                                       | Florentina Aznar Pedreño +1947 | Florentina Aznar Pedreño +1947 | Florentina Aznar Pedreño +1947 | Florentina Aznar Pedreño +1947 | Florentina Aznar Pedreño +1947 | Florentina Aznar Pedreño +1947 |                                    |                                    |                                    |                                    |                                    |                                    |  |  |
|  |  |  |  | José Maestre Zapata 1892-1936 | José Maestre Zapata 1892-1936 | José Maestre Zapata 1892-1936                    | José Maestre Zapata 1892-1936         | José Maestre Zapata 1892-1936         | José Maestre Zapata 1892-1936         |                                       |                                       | Florentina Aznar Pedreño +1947 | Florentina Aznar Pedreño +1947 | Florentina Aznar Pedreño +1947 | Florentina Aznar Pedreño +1947 | Florentina Aznar Pedreño +1947 | Florentina Aznar Pedreño +1947 |                                    |                                    |                                    |                                    |                                    |                                    |  |  |
|  |  |  |  |                               |                               |                                                  |                                       |                                       |                                       |                                       |                                       |                                |                                |                                |                                |                                |                                |                                    |                                    |                                    |                                    |                                    |                                    |  |  |
|  |  |  |  |                               |                               | Tomás Maestre Aznar Madrid, 1925-2013            | Tomás Maestre Aznar Madrid, 1925-2013 | Tomás Maestre Aznar Madrid, 1925-2013 | Tomás Maestre Aznar Madrid, 1925-2013 | Tomás Maestre Aznar Madrid, 1925-2013 | Tomás Maestre Aznar Madrid, 1925-2013 |                                |                                |                                |                                |                                |                                | María Magadalena Cavanna de Aldama | María Magadalena Cavanna de Aldama | María Magadalena Cavanna de Aldama | María Magadalena Cavanna de Aldama | María Magadalena Cavanna de Aldama | María Magadalena Cavanna de Aldama |  |  |
|  |  |  |  |                               |                               | Tomás Maestre Aznar Madrid, 1925-2013            | Tomás Maestre Aznar Madrid, 1925-2013 | Tomás Maestre Aznar Madrid, 1925-2013 | Tomás Maestre Aznar Madrid, 1925-2013 | Tomás Maestre Aznar Madrid, 1925-2013 | Tomás Maestre Aznar Madrid, 1925-2013 |                                |                                |                                |                                |                                |                                | María Magadalena Cavanna de Aldama | María Magadalena Cavanna de Aldama | María Magadalena Cavanna de Aldama | María Magadalena Cavanna de Aldama | María Magadalena Cavanna de Aldama | María Magadalena Cavanna de Aldama |  |  |
|  |  |  |  |                               |                               |                                                  |                                       |                                       |                                       |                                       |                                       |                                |                                |                                |                                |                                |                                |                                    |                                    |                                    |                                    |                                    |                                    |  |  |
|  |  |  |  |                               |                               | Rocío, Enrique, Tomás, María del Mar y Magdalena |                                       |                                       |                                       |                                       |                                       |                                |                                |                                |                                |                                |                                |                                    |                                    |                                    |                                    |                                    |                                    |  |  |